# Grace Sackville, Condessa de Middlesex
Grace Sackville, Condessa de Middlesex (1723 - 10 de maio de 1763), nascida a Honorável, Grace Boyle. Foi esposa de Charles Sackville, Conde de Middlesex e depois 2.º Duque de Dorset.
Grace nasceu em Londres, única filha e herdeira de Richard Boyle, 2º Visconde de Shannon e de sua esposa Grace. Grace herdou a casa de família de Ashley Park após a morte do seu pai, em 1740.
Casou-se com o Conde de Middlesex em 1744, que apenas herdou o título de Duque de Dorset após a morte do seu pai. O casal não teve filhos. De 1747 a 1763, a Condessa ocupou o cargo de Mistress of the Robes de Augusta de Saxe-Gota-Altemburgo, Princesa de Gales. O seu marido era amigo de Frederico, Príncipe de Gales. Houve rumores de que a condessa teria sido amante do príncipe.
Quando a sua mãe morreu, em 1755, a Condessa construiu um memorial, projetado por Louis-François Roubiliac, para os seus pais, erguido na igreja paroquial de St. Mary, em Walton-on-Thames.  A condessa era aspirante a artista, pelo que pode ter sido aluna do pintor Arthur Pond.
Aquando do seu falecimento, a condessa deixou Ashley Park não para o marido, mas para um primo, o Coronel John Stephenson.